# Kanton Chevillon
Chevillon is een voormalig kanton van het Franse departement Haute-Marne. Het kanton maakte deel uit van het arrondissement Saint-Dizier. Alle gemeenten werden opgenomen in het nieuwe kanton Eurville-Bieville.

## Gemeenten
Het kanton Chevillon omvatte de volgende gemeenten:
- Bayard-sur-Marne
- Chevillon (hoofdplaats)
- Eurville-Bienville
- Fontaines-sur-Marne
- Maizières
- Narcy
- Osne-le-Val
- Rachecourt-sur-Marne